# Periodización táctica
La periodización táctica es una metodología de entrenamiento de fútbol orientada a conseguir jugar de una forma específica.

## Historia
La periodización táctica surge hace más de treinta años gracias al profesor Vítor Frade cuando, a través de experiencias que le van ocurriendo, comienza a cuestionarse las metodologías de entrenamiento existentes hasta el momento. Al entender que el fútbol y el "juego" que un equipo produce no pueden entenderse desde el pensamiento científico clásico (analítico y descontextualizado) dada su globalidad, imprevisibilidad y estado no-lineal, decide buscar en teorías más adecuadas a los tipos de problemas que éstos plantean, llegando a teorías sistemáticas, que junto a ciertos principios metodológicos preconizados acaban por configurar la "periodización táctica".

## Metodología
Es una metodología de entrenamiento cuya preocupación máxima es el "juego" que un equipo pretende producir en la competición. Es por ello que el modelo de juego se asume como guía de todo el proceso, produciéndose una modelación a través de los principios, subprincipios y subsubprincipios del "juego" que lo forman, consiguiendo alcanzar una adaptación específica y de calidad al respetar los principios metodológicos que lo sustentan.
El entrenamiento debe cobrar una importancia extrema a nivel táctico, tratando todos los aspectos que el entrenador quiere que ocurran (modelo de juego) dentro del terreno de juego en los distintos momentos que el fútbol posee (momento ofensivo, momento defensivo, transición ataque - defensa y transición defensa - ataque).
Los principios son comportamientos generales que el Entrenador quiere que se den dentro de su "juego". Los subprincipios serán comportamientos más específicos que se darán dentro de ese comportamiento general. Por lo tanto, los ejercicios deben ser la simplificación del "Juego", de estructuras complejas, a través de principio y subprincipios, que vendrían a conformar el modelo de juego pretendido.
Si esta metodología de entrenamiento se basa en la operacionalización del modelo de juego, creado por el entrenador, y los respectivos principios y subprincipios que le dan cuerpo, la preocupación debe ser desde el primer día conseguir hacer "jugar" al equipo como el entrenador pretende, o sea, en función del modelo de juego, siendo el factor táctico quien haga aparecer por arrastre el resto de factores, consiguiendo de esta forma una especificidad en todos los aspectos, subordinada a una forma determinada de "jugar". Se habla de una especificidad total en cada una de las dimensiones, esto es, una especificidad que acompaña al "juego" que pretende desarrollar el equipo en todos sus factores (especificidad táctica, técnica, física y psicológica). De este modo surge en la metodología el principio de especificidad, que debe ser cumplido en todo momento del entrenamiento, pasando a determinarse como el Principio de Principios de la "Periodización Táctica".
De esta forma, los ejercicios que procuren la organización de un Equipo deben simular momentos de la competición, y ese simular se tiene que traducir en ejercicios que en su propia esencia no descontextualicen aquello que es o va a ser la realidad competitiva. Es por ello que se debe conseguir que el mayor número de jugadores piensen de la misma manera ante una situación dada, o sea, que tengan un objetivo claro desde el primer día.
La "periodización táctica" trabaja siempre en especificidad, no dando lugar, por tanto, a ejercicios analíticos y descontextualizados. Es por ello que rechaza entrenamientos físicos o técnicos separados del modelo de juego, ya que esto conduce a una inespecificidad en el proceso con sus posteriores consecuencias. Como dijo Mourinho en el libro ¿Por qué tantas victorias? (Oliveira, Resende, Amieiro y Barreto, 2011)

...mis equipos comienzan a entrenar el modelo de juego desde el primer día, es decir, en pretemporada no se hacen trabajo específico sobre la mejora del físico, sino que comienzan afianzar "su jugar bien".

Otro aspecto a destacar, es que esta metodología se diferencia al método integral en que el balón no está presente como un elemento para la mejora del físico, sino para la mejora táctica. Sin duda alguna, esta metodología deja atrás a las tradicionales, donde la mayor preocupación es el físico. Se trabaja teniendo en cuenta un factor determinante en la naturalidad del fútbol como es la aleatoriedad, es decir, los ejercicios no están cerrados, sino que permiten la libertad de expresión siempre y cuando se respete el conjunto. De esta manera, las dimensiones del fútbol (técnica, táctica, física y psicológica) se trabaja de forma global y además, Mourinho no es capaz de dotarle un porcentaje a cada una de ella según su importancia e incidencia en el juego, ya que para él un equipo tiene que estar preparado al 100% de lo que exige su modelo de juego. 
Cabe destacar, que los ejercicios requiere una alta concentración (intensidad emocional). Junto con su "preparador físico", al cual le reconoce como mucho más que eso, desmontan los mitos de los picos de forma, de la intensidad (entendida como únicamente desgaste energético), el volumen y las cargas físicas. Uno de los resultados más importante de este trabajo es el asombro y la motivación de los jugadores, ya que con este método se entrena como se juega y en el momento del salir al campo en un partido, saben desde el primer momento lo que tiene que realizar. Para Mourinho la duración tiene que ser la justa, es decir, una hora y media (lo que dura el partido).

## Referentes
- Frade, Vítor
- Mourinho, José
- Faria, Rui
- Tamarit, Xavier
- Oliveira, J.
- Iturria, Matías
- Schuster, F.
- Portolés, J.
- Gustavo Marmol
- Adrian Colombo
- Pedro Caixinha
- Luis Peña